# Erbach (Elbbach)
Der Erbach im rheinland-pfälzischen Westerwaldkreis und hessischen Landkreis Limburg-Weilburg ist ein 11,8 km langer, nordwestlicher und orographisch rechter Zufluss des Elbbachs.

## Name
Der Bach wird im Mittelalter als Erle(n)bach bezeichnet. Erst später wird der Name zu Erbach verkürzt.

## Geographie

### Verlauf
Der Erbach entspringt im rheinland-pfälzischen Westerwaldkreis im Oberwesterwald. Seine Quelle liegt zwischen Molsberg im Norden, Hundsangen im Südosten, und Weroth im Südwesten auf der Südflanke des teilweise bewaldeten Eichbergs (407,5 m ü. NHN) im Flurstück Ober der Rommershecke auf etwa 301 m Höhe. Sie ist etwa 500 m nordnordöstlich vom jenseits der Bundesstraße 8 gelegenen Roßborner Hof entfernt.
Anfangs fließt der Erbach weniger als einen Kilometer lang nach Südosten, um sich dann zwischen Hundsangen im Osten und Weroth im Westen, die beide fast einen Kilometer vom Bach ab liegen, nach Südsüdwesten zu wenden und so gleich die B 8 zu unterqueren. Danach münden einige kleine Bäche ein, unter anderem aus Richtung Weroth kommend der Bornshahnbach und der Kleine Erbach. Etwa ab dem vom Erbach östlich passierten Dreikirchen und dessen östlichem Ortsteil Oberhausen, das östlich des Bachs liegt, läuft er nach Süden bis Obererbach und unterquert dabei zweimal die Unterwesterwaldbahn. Fortan begleitet die Bahnstrecke mal mehr, mal weniger entfernt den Erbach. Um Obererbach herum schlägt er einen kleinen Viertelsbogen nach Westen bis zur dortigen Untermühle, dann läuft er grob nach Südsüdosten und erreicht nach weniger als zwei Kilometern Niedererbach, wo kurz nacheinander der Sandbach und der Fischbach aus westlichen Richtungen einmünden. Gleich unterhalb von Niedererbach tritt der Bach in den hessischen Landkreis Limburg-Weilburg über, in dem er weiterhin parallel zur Bahnstrecke nun in Richtung Ostsüdosten fließt. Hier durchläuft er zunächst den Staatsforst Hadamar, in dem als sein einzig bedeutender linker Zufluss der Hasslerbach von Nordnordwesten zuläuft.
Etwa drei Kilometer unterhalb der Landesgrenze erreicht der Erbach Elz im Limburger Becken, wo aus dem Westen der kurze Rupbach einmündet. Nachdem er dort noch die Oberwesterwaldbahn am anderen Ortsrand gegen dessen flache Aue unterquert hat, mündet er auf etwa 112 m Höhe in den Elbbach, der selbst nach etwa zwei Kilometer weiteren Südlaufs der Lahn zufließt.

### Einzugsgebiet und Zuflüsse
Das Einzugsgebiet des Erbachs ist 31,093 km² groß. Zu seinen Zuflüssen gehören (bachabwärts aufgeführt; Längen und Einzugsgebiete, wenn nicht anderes vermerkt, abgemessen auf der unten in Weblinks angeführten Karte, gegebenenfalls in erhöhter Auflösung):
- Zulauf, von rechts, ca. 0,9 km; entsteht als Feldweggraben beim Roßborner Hof
- Bornshahnbach, von rechts bei Hof Bornshahn, ca. 0,5 km
- Kleiner Erbach, von rechts, ca. 1,1 km; entsteht am Südrand von Weroth
- Pütschbach, von rechts gegenüber dem Nordrand von Obererbach, wenigstens 0,8 km; entsteht am südlichen Ortsrand von Dreikirchen-Pütschbach
- Rücklauf des Kanals zur Obererbacher Untermühle, von links an dieser, ca. 0,3 km; geht am Westrand Obererbachs links ab
- Grabenzulauf, von rechts unterhalb der Obererbacher Kläranlage, ca. 0,6 km
- Bach aus Seitental, von links und Norden, ca. 0,5 km; entsteht in der Welcherwiese
- Sandbach, von rechts in Niedererbach, 3,7 km und 5,2 km²;[5] entsteht aus mehreren Quellästen, die nördlich von Nentershausen entspringen
- Fischbach, von rechts in Niedererbach, ca. 3,0 km; entsteht südöstlich von Nentershausen
- Bach aus Seitental, von rechts an der Niedererbacher Kläranlage an der Landesgrenze, ca. 1,5 km; entsteht zwischen dem Hof Kirchstück und dem Nonnenwald
- Hasslerbach, von links und Nordnordwesten vor dem Forsthaus, ca. 3,3 km; entsteht nordwestlich von Malmenreich eben noch auf Walmeroder Gemarkung (Rheinland-Pfalz) und durchläuft unterhalb des Ortes den Staatsforst Hadamar, zum Ende zu darin einige Weiher
- Rupbach, von rechts am Ortseintritt nach Elz, ca. 1,5 km; entsteht am Westrand der Flur gegen den Elzer Wald

### Flusssystem Elbbach
- Fließgewässer im Flusssystem Elbbach